# Уряд Вірменії
Уряд Республіки Вірменія — вищий орган виконавчої влади Вірменії. Його повноваження встановлюються Конституцією Республіки Вірменія та законами. Кабінет міністрів призначається Президентом Вірменії, але може бути розпущений Парламентом Вірменії.

## Голова уряду
- Прем'єр-міністр — Нікол Пашинян (вірм. Նիկոլ Փաշինյան).
- Перший віце-прем'єр-міністр — Тиґран Авінян (вірм. Տիգրան Ավինյան).

## Кабінет міністрів
Склад чинного уряду подано станом на.
| Логотип | Міністерство                                       | Міністр                                   | Фото | Час на посаді | Час на посаді | Партія | Партія | Вебсайт |
| ------- | -------------------------------------------------- | ----------------------------------------- | ---- | ------------- | ------------- | ------ | ------ | ------- |
|         | Міністерство екології                              | [[]] (Erik Grigoryan)                     |      |               |               |        |        |         |
|         | Міністерство економічного розвитку та інвестицій   | Tigran Khacatryan (Tigran Khacatryan)     |      |               |               |        |        |         |
|         | Міністерство енергетики і природних ресурсів       | Garegin Baghramyan (Garegin Baghramyan)   |      |               |               |        |        |         |
|         | Міністерство з надзвичайних ситуацій               |                                           |      |               |               |        |        |         |
|         | Міністерство закордонних справ                     | Zohrab Mnatsakanyan (Zohrab Mnatsakanyan) |      |               |               |        |        |         |
|         |                                                    |                                           |      |               |               |        |        |         |
|         |                                                    |                                           |      |               |               |        |        |         |
|         | Міністерство науки і освіти                        | Arayik Harutyunyan (Arayik Harutyunyan)   |      |               |               |        |        |         |
|         | Міністерство оборони                               | David Tonoyan (David Tonoyan)             |      |               |               |        |        |         |
|         | Міністерство охорони здоров'я                      | Arsen Torosyan (Arsen Torosyan)           |      |               |               |        |        |         |
|         | Міністерство праці та соціального забезпечення     | [[]] ()                                   |      |               |               |        |        |         |
|         |                                                    |                                           |      |               |               |        |        |         |
|         |                                                    |                                           |      |               |               |        |        |         |
|         | Міністерство територіального управління і розвитку | Suren Papikyan (Suren Papikyan)           |      |               |               |        |        |         |
|         | Міністерство транспорту і зв'язку                  | Hakob Arshakyan (Hakob Arshakyan)         |      |               |               |        |        |         |
|         |                                                    |                                           |      |               |               |        |        |         |
|         | Міністерство фінансів                              | Atom Janjughasyan (Atom Janjughasyan)     |      |               |               |        |        |         |
|         | Міністерство юстиції                               | Artak Zeynalyan (Artak Zeynalyan)         |      |               |               |        |        |         |

## Голови Уряду
- Олександр М'ясников (травень 1921—1922)
- Саркіс Лукашин (Срапіонян) (квітень 1922 -)
- Саркіс Амбарцумян (1926 -)
- Саак Тер-Габріелян (1928—1935)
- Антон Кочінян (листопад 1952 — лютий 1966)
- Бадал Мурадян (лютий 1966—1972)
- Григорій Арзуманян (1972—1976)
- Тадей Саркісян (січень 1977—1989)
- Володимир Маркар'янц (січень 1989 — серпень 1990)
- Вазген Манукян (серпень 1990-вересень 1991)
- Гагік Арутюнян (листопад 1991 — липень 1992)
- Хосров Арутюнян (липень 1992 — лютий 1993)
- Грант Багратян (вересень — листопад 1991, лютий 1993-листопад 1996)
- Армен Саркісян (листопад 1996—1997)
- Роберт Кочарян (березень 1997 — квітень 1998)
- Армен Дарбінян (травень 1998—1999)
- Вазген Саргсян (червень 1999 — жовтень 1999)
- Арам Саргсян (жовтень 1999 — травень 2000)
- Андранік Маргарян (2000—2007)
- Серж Саргсян (2007—2008)

## Будівля уряду

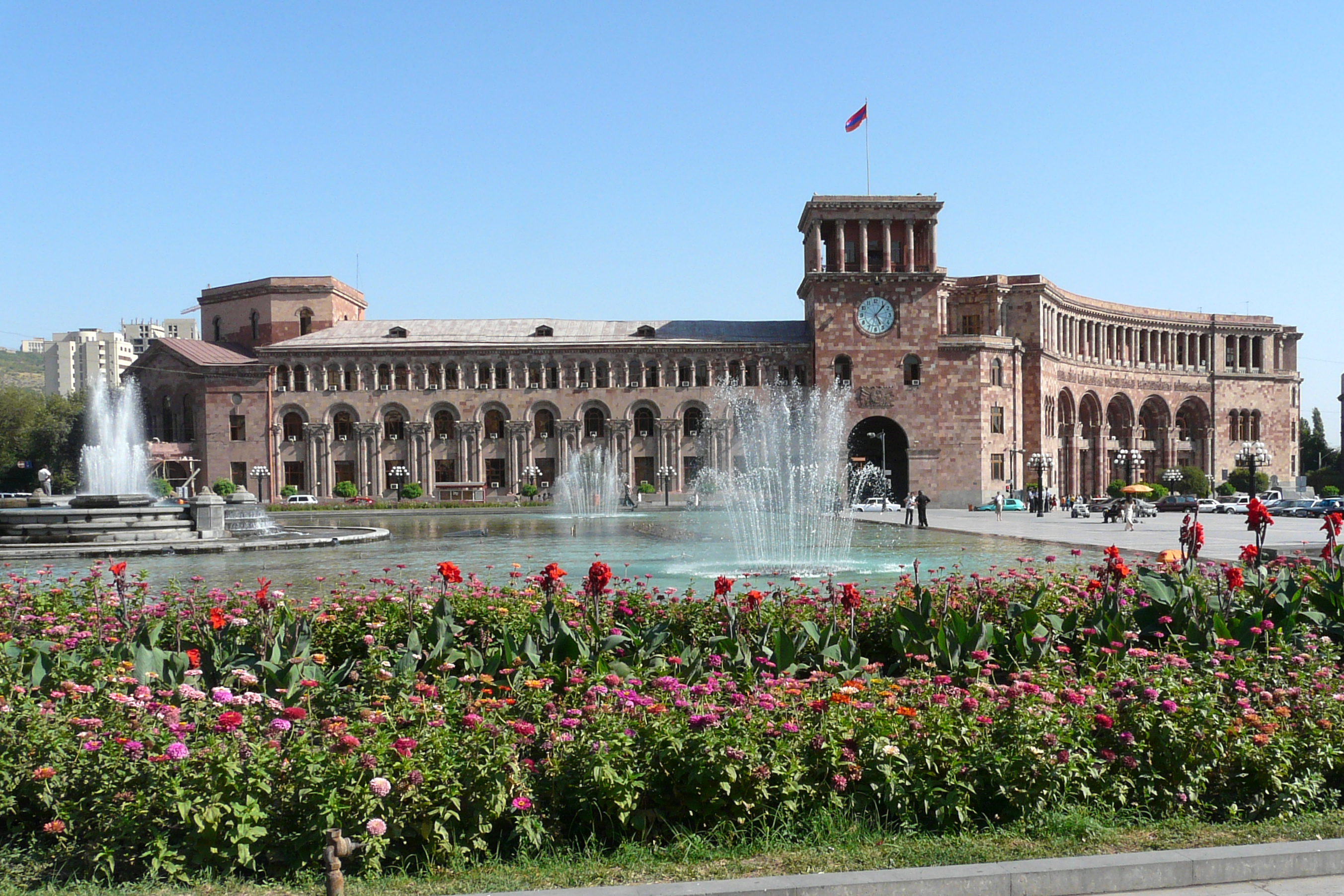
Будівля уряду Вірменії

Будівля уряду розташована на центральній Площі Республіки.